# Episodi di Covert Affairs (quarta stagione)
La quarta stagione della serie televisiva Covert Affairs, composta da 16 episodi, è stata trasmessa in prima visione assoluta negli Stati Uniti d'America dal canale via cavo USA Network dal 16 luglio al 21 novembre 2013.
In Italia la stagione è stata trasmessa in prima visione da Premium Action, canale a pagamento della piattaforma Mediaset Premium, dal 16 febbraio al 1º giugno 2014, mentre in chiaro è stata trasmessa da TOP Crime dal 15 dicembre 2014 al 2 febbraio 2015.
Tutti i titoli originali degli episodi sono anche titoli di canzoni dei Pixies.
| nº | Titolo originale          | Titolo italiano          | Prima TV USA      | Prima TV Italia  |
| -- | ------------------------- | ------------------------ | ----------------- | ---------------- |
| 1  | Vamos                     | Vamos                    | 16 luglio 2013    | 16 febbraio 2014 |
| 2  | Dig For Fire              | Il segreto               | 23 luglio 2013    | 23 febbraio 2014 |
| 3  | Into the White            | Missione in Colombia     | 30 luglio 2013    | 2 marzo 2014     |
| 4  | Rock a My Soul            | Una coppia scomoda       | 6 agosto 2013     | 9 marzo 2014     |
| 5  | Here Comes Your Man       | La traviata              | 13 agosto 2013    | 16 marzo 2014    |
| 6  | Space (I Believe In)      | La chiave di tutto       | 20 agosto 2013    | 23 marzo 2014    |
| 7  | Crackity Jones            | Decisioni emotive        | 27 agosto 2013    | 30 marzo 2014    |
| 8  | I've Been Waiting for You | Il prigioniero           | 3 settembre 2013  | 6 aprile 2014    |
| 9  | Hang Wire                 | La vendetta              | 10 settembre 2013 | 13 aprile 2014   |
| 10 | Levitate Me               | L'uscita di scena        | 17 settembre 2013 | 20 aprile 2014   |
| 11 | Dead                      | Una nuova identità       | 17 ottobre 2013   | 27 aprile 2014   |
| 12 | Something Against You     | Il mostro                | 24 ottobre 2013   | 4 maggio 2014    |
| 13 | No. 13 Baby               | La baita                 | 31 ottobre 2013   | 11 maggio 2014   |
| 14 | River Euphrates           | Soldi e diamanti         | 7 novembre 2013   | 21 maggio 2014   |
| 15 | There Goes My Gun         | Il gioco continua        | 14 novembre 2013  | 25 maggio 2014   |
| 16 | Trompe Le Monde           | Ci vediamo a Washington! | 21 novembre 2013  | 1º giugno 2014   |

## Vamos
- Titolo originale: Vamos
- Diretto da: Stephen Kay
- Scritto da: Matt Corman e Chris Ord

### Trama
Henry Wilcox anticipa ad Annie che Arthur e Auggie stanno per essere travolti da uno scandalo riguardante il loro coinvolgimento con Teo Braga, un terrorista colombiano dell’ALC soprannominato "il Puma": tempo addietro l'agente aveva infatti aperto un conto per il malvivente su ordine del suo superiore. Le indagini interne dell’Agenzia contro Auggie spingono Annie a partire allora per la Colombia allo scopo di fare luce sul caso nella banca in questione e Auggie si trova a doverla accompagnare. Una volta a Medellín vengono intercettati da Calder Michaels, ambizioso capo dipartimento della CIA interessato a seguire le mosse dei due che si apprestavano a incontrare il direttore di banca. Annie individua il corriere attraverso il numero del conto e lo inseguono finché Auggie non viene ferito e curato proprio da Braga, che li invita a tornarsene a casa ripudiando l’aiuto di Arthur. Annie viene salvata da un agguato da Braga mentre Auggie si trova in un bar adiacente con Calder, il quale le rivela durante il viaggio di ritorno che Teo in realtà è figlio di Arthur progettando di rivelargli la loro relazione sentimentale. Nel frattempo a Washington Joan scopre di essere incinta e non appena si appresta a dirlo al marito durante una cena romantica, Henry si intromette fra i due e Arthur capisce che deve chiudere i conti con il suo passato anche in via ufficiale rassegnando le proprie dimissioni a causa di una relazione extraconiugale.
- Ascolti USA: telespettatori 2 387 000[6]

## Il segreto
- Titolo originale: Dig For Fire
- Diretto da: Félix Alcalá
- Scritto da: Stephen Hootstein

### Trama
Arthur incontra Annie per dirle tutta la verità riguardo a questa vicenda e la convince a rivelare a Henry false o comunque parziali informazioni per non comprometterlo definitivamente. Auggie e Annie, pedinando Wilcox fino a una società petrolifera che opera in Colombia, scoprono attraverso un’intercettazione che la talpa all'interno della CIA è proprio Seth Newman, il corteggiatore di Joan che muore affogato in un fiume dopo un rocambolesco inseguimento con Annie dopo che quest'ultima si è introdotta in casa sua per carpirgli informazioni utili. Dopo aver superato il test del poligrafo Joan, che è incinta di Arthur, mette alle strette il marito e gli fa confessare di non averla mai tradita ma di avere usato una copertura per proteggere un figlio avuto in Colombia, appunto Teo Braga, per via di una relazione giovanile. Intanto Annie, conquistata la fiducia dell'ambiguo Henry, riceve dall'uomo l'invito a partire per andare a fermare i presunti progetti terroristici di Teo proprio contro la società petrolifera, dovendolo pertanto uccidere.
- Ascolti USA: telespettatori 2 668 000[7]

## Missione in Colombia
- Titolo originale: Into the White
- Diretto da: Stephen Kay
- Scritto da: Julia Ruchman

### Trama
Annie decide di aiutare Arthur a contattare e a far esfiltrare il figlio Teo, rivelatosi un agente doppio all'interno del gruppo terroristico ALC che minaccia un attentato contro interessi americani in Colombia. Auggie non è del tutto convinto che il ragazzo sia rimasto fedele ai suoi principi ma Annie è decisa a dargli una possibilità di fronte al rifiuto del ragazzo di conoscere il padre: tuttavia, grazie a un dispositivo di localizzazione messogli addosso da lei, Calder Michaels, all'oscuro del piano d'azione di Annie, riesce a organizzare un assalto alla base del gruppo e a catturare Teo. Una volta portato presso un black site dell'Agenzia nel paese, il ragazzo viene interrogato sul possibile attentato in atto ma riesce comunque a scappare, inseguito da Annie fino alla sommità di un grattacielo, per poi uccidere lui stesso con un fucile da cecchino l'autore dell'attacco contro un hotel dove si sta riunendo il consiglio d'amministrazione della compagnia petrolifera americana. Annie accetta di gestirlo come una talpa nel mondo internazionale del terrore e, come dimostrazione di buona fede, le fornisce in cambio i nomi di due riciclatori di denaro a Washington. Nel frattempo Joan, dopo aver saputo della morte di Seth da Auggie, si reca a casa sua per pulire l'appartamento dalle prove lasciate da Annie: nella cassetta di sicurezza la donna trova anche delle prove compromettenti su una senatrice a lei ostile che in tal modo, sotto ricatto, avalla la sua nomina a nuovo direttore delle attività clandestine.
- Ascolti USA: telespettatori 2 290 000[8]

## Una coppia scomoda
- Titolo originale: Rock a My Soul
- Diretto da: Félix Alcalá
- Scritto da: Thania St. John

### Trama
Dopo che Joan ha preso il posto di Arthur, Auggie viene nominato capo ad interim del DPD al suo posto ma, avendo una relazione con Annie, teme però che questa promozione possa creargli dei problemi sul lavoro mentre Arthur torna come visitatore e, chiedendole perdono, avverte Joan dei pericoli che corre dato che Henry è determinato a distruggere le loro carriere dopo la morte di Jai. Nel frattempo Annie, sotto copertura, avvicina per una missione di sorveglianza una coppia di alti burocrati cinesi indicati da Teo, Wendy e Xu Chen, che sono in possesso di prove finanziarie scottanti per incastrare Henry dell’attentato in Colombia. Annie, dopo un altro incontro con Henry, sospetta un legame segreto tra Auggie e Teo (che si rivelano rispettivamente addestratore e agente di una missione autorizzata in passato da Arthur e che aveva portato alla morte accidentale di un’ex fiamma di Auggie) e intanto è determinata a proteggere i due coniugi cinesi facendo autorizzare una casa sicura e un programma di protezione: purtroppo però essi vengono uccisi e le prove sottratte il che costa il posto ad Auggie rimpiazzato da Calder.
- Ascolti USA: telespettatori 2 664 000[9]

## La traviata
- Titolo originale: Here Comes Your Man
- Diretto da: Sylvain White
- Scritto da: Hank Chilton

### Trama
Auggie viene a sapere che proprio Henry sembra essere dietro la promozione di Calder avendo grossi contatti nel Senato. Calder manda Annie a Vienna per stabilire un rapporto d'affari durante La Traviata con un trafficante d'armi di nome Stavros, sostituendo Auggie come supervisore della missione e impedendo ai due amanti di comunicare. Annie procede con il piano di Calder per acquistare, in cambio di un’opera d’arte di Klee, alcuni lanciamissili presi da Stavros in Slovenia, finché la missione non si interrompe quando si scopre che "l'acquirente" di Calder è un contatto curdo compromesso. Stavros, ex agente CIA al soldo di Henry, manda il suo uomo a uccidere Annie ad affare saltato ma viene salvata da Teo, che è stato mandato in missione da Auggie dopo averlo contattato sul suo telefono segreto. Annie offre dunque Teo come "acquirente" e l'affare sembra concluso, ma Teo poi uccide Stavros e il suo uomo e distrugge i segreti contenuti nel telefono. Annie torna a Washington e dice a Calder che ha ucciso gli uomini per autodifesa per poter mantenere intatta la sua copertura nell’import-export ma poi mentre sta con Auggie viene interrotta da un messaggio di Henry, che chiede un incontro per raccontare ad Annie che il corpo di Seth è stato trovato.
- Ascolti USA: telespettatori 2 215 000[10]

## La chiave di tutto
- Titolo originale: Space (I Believe In)
- Diretto da: Nick Copus
- Scritto da: Zak Schwartz

### Trama
Joan nomina Annie intermediaria della CIA nell'indagine dell'FBI sull'omicidio di Seth Newman per riuscire a recuperare la chiavetta USB che dimostrerebbe il suo coinvolgimento con Henry. Annie si trova così a collaborare con una sua vecchia conoscenza, l'agente Vincent Rossabi, ma quando vengono trovate prove forensi che rischiano di inchiodarla per l'aggressione in casa Henry le chiede, in cambio della sua protezione e di un lavoro a tempo pieno nella sua nuova società di consulenza Lexington, proprio quella chiavetta. Dopo averla sottratta a Rossabi scambiandola con un'altra flash-drive preparata da Auggie, Annie per prendere tempo depista le indagini dell’FBI su Henry mentre ottiene i dati GPS della sua macchina per poter risalire ai suoi spostamenti. Rossabi riesce comunque a incastrare Annie dai tabulati di Henry, che a sua volta lo costringe sotto ricatto a modificare i dati delle analisi di laboratorio per scagionarla dalle accuse, incolpando invece un piccolo trafficante di droga in precedenza ucciso. Infine, al suo rifiuto di collaborare con lui dicendogli che lo avrebbe di nuovo trascinato a fondo con le prove contenute nella chiavetta, Henry la minaccia rivelandole scottanti dettagli sull’ex fiamma di Auggie creduta morta.
- Ascolti USA: telespettatori 2 461 000[11]

## Decisioni emotive
- Titolo originale: Crackity Jones
- Diretto da: Emile Levisetti
- Scritto da: Tamara Becher-Wilkinson

### Trama
Dopo aver raccontato ad Auggie delle parole di Henry sulla sua ex ragazza e collega Helen, i due parlano con Arthur, che conferma i loro sospetti: la morte della donna, suo contatto diretto con Teo per rifornirlo di soldi, a Roma era stata una messinscena per salvare la copertura di Auggie dopo essere stata bruciata e trasformarla dunque in un'agente ombra infiltrata in missioni non ufficialmente avallate dall’Agenzia e riguardanti la proliferazione di armamenti. Annie e Helen vengono affiancate in un incarico segreto a Lione per ricomprare i cinque lanciamissili mancanti della missione di Vienna, sottratti da un funzionario corrotto dell'Interpol intenzionato a venderli a Henry. Grazie a un'immagine contenuta nella chiavetta di Seth, Auggie e il suo collega Barber scoprono che Henry si incontrava segretamente in Colombia con un terrorista dell’ALC legato a Teo di nome Eduardo per trafugare armamenti mentre Auggie e Arthur sono ai ferri corti per la mancanza di fiducia reciproca, il che si ripercuote sulla relazione con Annie che viene compromessa mentre Calder scopre che la ragazza possa aver mentito su chi abbia ucciso Stavros.
- Ascolti USA: telespettatori 2 364 000[12]

## Il prigioniero
- Titolo originale: I've Been Waiting for You
- Diretto da: J. Miller Tobin
- Scritto da: Julia Ruchman

### Trama
La fotografia recuperata da Auggie e dai suoi due colleghi che ritrae Henry assieme a Eduardo Vargas, catturato da Calder e attualmente prigioniero in una struttura governativa dell’Indiana, dà il via a un piano avallato da Joan per spostarlo da una prigione a un'altra e che richiede l'aiuto di Teo per ottenere da lui informazioni. Grazie al suo nuovo programma di tracciamento Colibrì, Auggie riesce a localizzare Braga a Edimburgo e Annie fa in modo di fargli incontrare suo padre in Virginia ma le cose non vanno come sperato finché Joan non riesce a convincerlo a mettere da parte il suo odio 
e a collaborare per la missione. Joan toglie di conseguenza Annie dalle dipendenze di Calder per interrompere le indagini su di lei, ma nonostante ciò egli riesce a trovare delle incongruenze nella missione viennese. In seguito durante il programmato trasferimento, Teo scopre da Eduardo che proprio Henry finanziava ogni attività terroristica dell’ALC, compreso l’attentato in cui morì sua madre, e che ha intenzione di usare quei missili contro l’ambasciata americana a Bogotà. Improvvisamente il furgone viene intercettato da un uomo di Henry e finisce fuori strada facendo sì che Eduardo muoia in un'esplosione dopo che Annie e Teo si sono separati. Una volta a Washington, Annie viene allora presa di mira da Calder e dai ripulitori della CIA che setacciano il suo nuovo appartamento ma riesce a mettere in guardia Auggie, il quale è in grado solo di pulire i suoi dischi rigidi ma nella sua cassaforte viene trovata la vera chiavetta USB e pertanto Calder lo arresta per interrogarlo.
- Ascolti USA: telespettatori 2 635 000[13]

## La vendetta
- Titolo originale: Hang Wire
- Diretto da: Jamie Barber
- Scritto da: Stephen Hootstein

### Trama
Dopo aver saputo dal suo ex compagno dell'ALC che Henry ha finanziato l'attentato in cui è morta sua madre, Teo è determinato a ucciderlo e pertanto Joan e Arthur mandano Annie a Copenaghen dove si trova Wilcox per una conferenza con l'obiettivo di bloccare Braga in tempo. Annie riesce nell’intento, ma si verifica un imprevisto quando viene rilasciata dalla polizia e prelevata forzosamente da Henry per mostrarle il suo piano di vendetta nei confronti di Arthur: la ragazza ha infatti assistito alla cattura di Teo per far ricadere su di lui la colpa dell’abbattimento dell’elicottero con a bordo un funzionario governativo e i dirigenti dell’azienda petrolifera per la quale faceva da consulente. Una volta portato a termine l’attentato con uno dei cinque missili mancanti, Annie e Teo riescono a scappare verso la Germania inseguiti dalla polizia ma il ragazzo viene gravemente ferito a una gamba. In seguito alla perquisizione dell'abitazione di Auggie e al rinvenimento della chiave USB, Calder riporta Auggie a Langley ma evita di denunciarlo purché lui la decifri per scoprire cosa stia succedendo: Calder è sorpreso di vedere la foto di Henry e Eduardo e pertanto Auggie e Joan concludono che dopotutto non stava affatto lavorando per Henry. Arthur, intenzionato a patteggiare, consulta l'avvocato Bianca Manning, che le dice che potrebbe sfuggire alle accuse di tradimento purché le attività terroristiche del figlio non abbiano portato alla morte di nessun americano, ma si trova costretto ad andare improvvisamente in Germania presso una base militare non appena viene a conoscenza del ferimento del figlio che purtroppo muore.
- Ascolti USA: telespettatori 2 203 000[14]

## L'uscita di scena
- Titolo originale: Levitate Me
- Diretto da: Félix Alcalá
- Scritto da: Matt Corman e Chris Ord

### Trama
Annie è in fuga a Karlstadt, ricercata dalle autorità europee perché ritenuta responsabile assieme a Teo dell'abbattimento dell'elicottero ma saputo che Braga non è sopravvissuto, rinuncia all'esfiltrazione per scoprire in cosa consistesse la tappa tedesca di Henry a Francoforte prima di arrivare in Danimarca. Nel frattempo, Arthur viene arrestato e Joan viene licenziata, su pressione della senatrice ricattata, per portare avanti un’inchiesta formale ma mentre si prepara a lasciare il suo posto, Joan sviene e viene ricoverata in ospedale, dove le viene diagnosticata una preeclampsia. Ben presto anche Auggie viene allontanato dalla sede della CIA per aver aggredito Henry, nominato dal nuovo direttore delle attività clandestine Braithwaite consulente dell'agenzia nelle indagini sulla Walker. Su indicazione di Auggie e mentre Calder cerca di rintracciarla su ordine dell'Agenzia, Annie si dirige verso un ristorante dov’era stato Henry e scopre che si era incontrato con l’ex moglie Sana ma viene braccata dalla polizia e allo stesso tempo seguita da un killer al soldo di Henry che uccide il capo della squadra di Calder. Annie, temendo di essere riclassificata dalla CIA come una talpa da eliminare, incontra Calder da solo su un tetto e gli chiede di aiutarla a “scomparire” in via ufficiale attraverso una messinscena: pertanto si dirige verso la Commerzbank Tower e mettono in atto il piano per confondere l'Agenzia ma anche Auggie che la crede realmente morta. Mentre viene spostata, il killer di Henry controlla le sue pulsazioni credendola morta ma una volta caricata su un carro funebre guidato da Eyal, egli la fa rivivere con un'iniezione di adrenalina e le consegna un fascicolo del Mossad su Sana e le augura buona fortuna prima di scomparire nella notte.
- Ascolti USA: telespettatori 3 027 000[15]

## Una nuova identità
- Titolo originale: Dead
- Diretto da: Christine Moore
- Scritto da: Thania St. John

### Trama
Dopo aver simulato la propria morte ed essere passata in clandestinità cambiando aspetto, Annie segue Sana a Ginevra dove affitta un appartamento e si unisce sotto il nome di Jessica Matthews alle terapie del gruppo di supporto in cui si è iscritta Sana per superare il suo lutto. Dopo alcune settimane, Annie ha fatto amicizia con lei la quale, per riconoscenza, le ha dato un lavoro nella società di consulenza finanziaria del suo attuale compagno David Dupres: durante una delle tante riunioni di lavoro, incontra però, sotto il falso nome di Andrew Goodman, l’uomo che fece saltare in aria l’elicottero in Danimarca e perciò lo rapisce prima di essere scoperta da Henry. Mentre lo sta caricando nel bagagliaio della sua auto, Sana la ferma sotto la minaccia di una pistola ma Annie almeno temporaneamente riesce a convincere Sana a lavorare con lei, portando Goodman nell'appartamento di Annie per poterlo interrogare. Mentre sta per compiere un'escalation di shock elettrico, Sana interrompe l'interrogatorio e inavvertitamente permette all'uomo di scappare fino a quando non viene fatalmente colpito nella colluttazione che segue con Annie: Annie e Sana quindi puliscono l'appartamento e fuggono. Dimessa dall'ospedale e senza conoscere la verità su Annie, Joan viene relegata a un incarico impiegatizio di basso livello all'interno della CIA, mentre Auggie e Calder tengono d'occhio le mosse di Henry e ad Arthur vengono concessi gli arresti domiciliari.
- Ascolti USA: telespettatori 2 049 000[16]

## Il mostro
- Titolo originale: Something Against You
- Diretto da: Larysa Kondracki
- Scritto da: Steve Harper

### Trama
Una volta ucciso Goodman, Annie e Sana scoprono dal laptop trovato e dai documenti nella cassaforte della stanza dell’hotel in cui alloggiava che l'uomo era stato incaricato di seminare false prove relative al coinvolgimento di David nell'attentato danese per l’Interpol, per dare modo a Henry di riconquistare l'ex moglie. Annie fa in modo di "concludere" dunque il suo lavoro per far credere a Henry che il suo collaboratore sia ancora vivo e ricattarlo al fine di tracciarne gli spostamenti di denaro, operati dall'intermediario Nelson Smith, attraverso un conto falso per identificare la sua reale rete finanziaria ma Henry riesce comunque a scoprire la verità e Sana interrompe quindi la collaborazione con Annie, dicendo che è diventata un mostro proprio come Henry. Alla CIA, nel frattempo, Auggie e Calder portano avanti il loro subdolo piano per creare delle crepe nel rapporto tra Henry e Braithwaite riguardo alla redazione di un file blu, mentre Arthur e Joan inviano Helen a seguire segretamente le mosse di Henry in Svizzera dopo che la ragazza ha confessato ad Auggie di amarlo ancora.
- Altri interpreti: Jonathan Togo (Nelson Smith)
- Ascolti USA: telespettatori 1 685 000[17]

## La baita
- Titolo originale: No. 13 Baby
- Diretto da: Roger Kumble
- Scritto da: Hank Chilton

### Trama
Helen raggiunge Auggie nel suo appartamento e gli racconta di aver visto Annie in Svizzera mentre seguiva Henry, ma promette di non rivelarlo a Joan, la cui strada sembra dividersi da quella di Arthur non appena scopre con sconcerto che ella aveva autorizzato l'uso della tortura su suo figlio in Colombia. Henry contatta Calder, chiedendogli di tenerlo informato nel caso scoprisse qualcosa su Jessica Matthews e gli fornisce la vera identità di Goodman, Deric Hughes. Tornata a Washington, Annie consegna a Calder in una chiesa il portatile criptato del luogotenente di Henry, che lo cede ad Auggie e Barber nella speranza di trovare prove utili a incriminare Henry. Annie intanto riesce a mettersi in contatto con la figlia di Hughes e scopre che una baita a Hillcrest, in Virginia, dove lei doveva fuggire in caso di necessità appartiene a Henry. Calder impedisce ad Auggie di parlare con Annie, la quale cerca di proteggerlo, dopo aver incaricato Helen di trovarla: Auggie si riavvicina sentimentalmente a Helen ma lui capisce di amare definitivamente solo Annie. Intanto Calder e Barber tentano di fare irruzione nella baita ma il sistema di sicurezza la fa saltare in aria ma poi Henry, sotto pressione per il doppio gioco, gli chiede spiegazioni. Auggie e Calder riescono a risalire al codice di cifratura da una Bibbia in lingua francese ma nel frattempo Henry è sul punto di rintracciare Annie che si prepara ad andare a New York in autobus per trovare Nelson Smith: Helen salva la sua copertura, intercettando Henry al terminal e affermando di essere Jessica Matthews, prima di essere uccisa da lui.
- Ascolti USA: telespettatori 1 870 000[18]

## Soldi e diamanti
- Titolo originale: River Euphrates
- Diretto da: Christopher Gorham
- Scritto da: Stephen Hootstein e Julia Ruchman

### Trama
Annie racconta ad Auggie dell'omicidio di Helen e aiutandolo a rimuovere gli oggetti personali della donna dal suo appartamento prima dell'arrivo dei ripulitori, si rende conto che tra i due era rinato qualcosa. Annie si mette quindi sulle tracce a New York di Nelson Smith, l'uomo che si occupa di muovere i soldi di Henry in quanto funzionario alla Sicurezza interna e che le dà 48 ore per poter distruggere Henry senza correre il rischio di essere ucciso, mentre nel frattempo Joan viene contattata dall'agente Rossabi dell’FBI che, non riuscendo a incastrare Henry da solo, le fornisce le informazioni in suo possesso. Joan viene così a sapere che Henry sta usando denaro della CIA per finanziare le proprie operazioni, denaro che porta a un commerciante di diamanti di Brooklyn che vive a Hong Kong scoprendo anche nel corso delle sue indagini che Annie è ancora viva. Calder finisce sotto inchiesta per la morte di Helen e, su richiesta di Joan, guida poi personalmente un Tactical team per poter arrestare Henry. Pieno di rabbia dopo aver detto a Joan della morte di Helen, anche Auggie tiene d'occhio con Eric Barber l'abitazione di Henry preparandosi a un assalto ma si rivela soltanto un’esca. Dopo aver stretto un’alleanza con tanto di reciproche scuse, Calder, Annie e Auggie vengono mandati da Joan in Cina per indagare sulla fuga di Henry.
- Ascolti USA: telespettatori 1 627 000[19]

## Il gioco continua
- Titolo originale: There Goes My Gun
- Diretto da: Stephen Kay
- Scritto da: Tamara Becher-Wilkinson e Zak Schwartz

### Trama
A Hong Kong durante la missione non autorizzata Annie, Auggie e Calder perdono temporaneamente in mezzo alla folla il corriere proprio nel momento della consegna dei diamanti di Henry e dopo un breve inseguimento, l'uomo muore investito da un'automobile. Per conoscere l'aspetto di colui che ha preso in carico la valigetta, Annie si finge una testimone dell'incidente interessata ad aiutare la polizia locale a ricostruire la dinamica: le telecamere del posto hanno ripreso la consegna e l'uomo viene identificato come Oliver Lee, pezzo grosso del Ministero della Sicurezza cinese. Minacciato dalla possibilità che i suoi superiori possano ricevere il fotogramma e allettato dall'offerta di tenersi tutti i diamanti, il funzionario cinese aiuta le tre spie statunitensi nel loro piano per catturare Henry, ma una volta giunto sul luogo dell’appuntamento però Henry viene avvertito da Braithwaite della presenza di Auggie e Calder in città e pertanto il piano va a monte. Dopo aver deciso di scappare dalla città via traghetto per raggiungere l’aereo, vengono rintracciati grazie al cellulare di Oliver e Annie si offre prima di depistare gli inseguitori per poi decidere di farsi catturare dagli uomini di Henry: quest'ultimo è stupefatto di apprendere che sia ancora viva mentre Auggie decide all'ultimo minuto di rimanere in città per salvarla. A Washington, dopo un colloquio con il suo avvocato per arrivare a un patteggiamento, Arthur capisce che Bianca a causa di Henry conosce più cose di quelle che dovrebbe sapere ovvero che Auggie era stato mandato in Colombia per aprire un conto corrente segreto per Teo. Quando va a casa sua per chiederle spiegazioni offrendosi di aiutarla, vengono assaliti presso le scuderie da un misterioso killer al soldo di Henry che uccide Bianca e ferisce gravemente Arthur prima di essere a sua volta ucciso: egli riesce però ad avvertire in tempo Joan che si salva anche lei da un raid mirato a ucciderla.
- Ascolti USA: telespettatori 1 755 000[20]

## Ci vediamo a Washington!
- Titolo originale: Trompe Le Monde
- Diretto da: Stephen Kay
- Scritto da: Matt Corman e Chris Ord

### Trama
Mentre Calder e Oliver fuggono in America, Auggie raggiunge il consolato statunitense in città e ottiene la collaborazione di un operativo locale per ritrovare Annie, che si è dovuta consegnare a Henry allo scopo di non perdere il contatto con lui. Annie viene portata e tenuta in ostaggio nella sede di Kowloon della Lexington mentre Calder, una volta raggiunta la CIA, fa in modo di rivolgere tutta l’attenzione dell’Agenzia nella cattura di Henry dato che ormai è considerato da tutti un traditore. 
Un blitz fallito del Tactical team agli ordini di Braithwaite per uccidere Henry all’interno dell’edificio dà però l’opportunità all'uomo e Annie di fuggire in auto fino a una casa sicura al fine di poterla vendere ai servizi cinesi, addossandole la colpa del rapimento di Oliver in cambio di asilo politico e protezione. Intanto alla CIA Braithwaite si è impiccato nel suo ufficio dopo il fallimento dell'operazione che l'avrebbe ricollegato a Henry mentre Annie è riuscita a liberarsi dall'interrogatorio e a farsi dire con le maniere forti che il traditore è diretto verso Pechino in treno. Inseguita dalle forze di polizia e dai servizi segreti, la ragazza rintraccia l’auto di Henry bloccata in mezzo al traffico grazie all'aiuto di Auggie e lo segue poi a piedi fino nei pressi di un mercato, dove viene finalmente ucciso in un vicolo, prima di raggiungere il porto per l’esfiltrazione in motoscafo. Nel frattempo a Washington, dopo che Calder è stato promosso direttore ad interim delle attività clandestine, Arthur viene portato in ospedale per affrontare la convalescenza proprio mentre anche Joan si appresta a partorire il loro bambino.
- Ascolti USA: telespettatori 2 337 000[21]